# 쿼크노바
쿼크노바(영어: quark-nova)는 중성자별이 쿼크별로 자발수축하는 과정에서 일어날 수 있는 초신성 폭발의 한 가지 종류이다. 쿼크노바의 개념은 캐나다 Calgary 대학의 Rachid Ouyed 박사와 인도 Calcutta 대학의 Drs. Dey and Dey에 의해 제안되었다. 쿼크노바 가설은 또한 다양한 발표들로 언급되어 왔었다.
중성자별의 자전 속도가 줄어들면 쿼크 deconfinement로 알려진 과정을 통해서 쿼크 별로 변하게 될 수 있다. 그 결과로 생겨나는 항성은 그 내부에 쿼크 물질을 가지게 된다. 이러한 과정은 많은 양의 에너지를 방출할 것이고 아마도 우주에서 가장 에너지가 강한 것으로 설명될 것이다. 중성자별 내부의 단계적인 변화로부터 1047 줄에 해당하는 만큼의 에너지가 방출될 것으로 추정하고 있다. 쿼크노바는 감마선 폭발의 원인으로 생각된다. Jaikumar(외 다수)의 논문에 따르면 이것은 r-process 핵융합반응을 통한 백금과 같은 무거운 원소들을 생성하는 것과도 깊은 관련이 있다.
태양질량의 1.5배 내지 1.8배 사이에 해당하는 질량을 가진 빠른 자전의 중성자 별은 허블시간 이내에 항성의 자전속도가 느려지기 때문에 변환되는 이론적으로 가장 강한 후보이다. 이론적으로 쿼크별은 라디오(radio)가 강하므로 라디오가 강한 중성자 별은 아마 쿼크별일 것이다.
쿼크노바의 직접적인 증거는 아직 충분하지 않다. 그러나 최근에 관측된 SN 2006gy, SN 2005gj, 그리고 SN2005ap 등이 이들의 존재를 알려주고 있다.

## 같이 보기
- 쿼크 물질
- 쿼크-축퇴 물질
- 극초신성